# Eurial Invest
Eurial Invest  are in portofoliu cele 4 mărci din grupul Stellantis importate de către Trust Motors –  Peugeot, Citroën, DS și Opel, integrate în ofertele de mașini noi și servicii după vânzare.
În prezent, EURIAL derulează activități de vânzare și reparație în 7 centre autorizate din București (Otopeni, Militari și Pantelimon), Pitești, Ploiești, Cluj-Napoca și Brașov, aliniindu-se viziunii și  strategiei de dezvoltare a grupului Stellantis.
Eurial Invest este deținută de omul de afaceri Gheorghe Dolofan, care deține și compania Trust Motors, importatorul Peugeot, Citroen, DS si Opel.